# Linia (Grabówka)
Linia – część wsi Grabówka w Polsce położona w województwie lubelskim, w powiecie opolskim, w gminie Opole Lubelskie.
W latach 1975–1998 wieś należała administracyjnie do województwa lubelskiego.